# 1984年大连石化装置爆炸
1984年1月1日，辽宁省大连市石油七厂发生分气装置爆炸事故。事故造成5人死亡，18人重伤，62人轻伤，直接经济损失252.37万元。爆炸当时，地震台测得2次震级为1.2级及0.8级的爆炸震动。

## 事故原因
经调查认为，脱丙烯塔与重沸器之间连通管上的焊缝由于低周疲劳而断裂，使丙烷大量排出并急剧汽化，在同空气混合，达到爆炸浓度后，接触到162m远处的加热炉明火，从而引起爆炸。